# Zimiromus kleini
Zimiromus kleini Buckup & Brescovit, 1993 è un ragno appartenente alla famiglia Gnaphosidae.

## Etimologia
Il nome della specie è in onore dell'entomologo B.C. Klein che raccolse gli esemplari di questa specie il 1º maggio 1985.

## Caratteristiche
L'olotipo femminile rinvenuto ha lunghezza totale è di 4,30mm; la lunghezza del cefalotorace è di 1,79mm; e la larghezza è di 1,37mm.

## Distribuzione
La specie è stata reperita nel Brasile settentrionale: l'olotipo femminile è stato rinvenuto nei pressi della Fazenda Estejo, 60 chilometri a nord di Manaus, appartenente allo stato di Amazonas.

## Tassonomia
Al 2016 non sono note sottospecie e dal 1998 non sono stati esaminati nuovi esemplari.